# Valdemanco
Valdemanco är en kommun i Spanien.   Den ligger i den autonoma regionen Madrid, i den centrala delen av landet, 50 km norr om huvudstaden Madrid. Antalet invånare är 1 052.

## Geografi
Valdemanco ligger norr om Madrid, i en liten dal sydväst om Cerros de La Cabrera, i Sierra de Guadarrama. Området är markant bergigt, med toppar som når 1838 m i höjd. Kommunen ligger inom avrinningsområdet för floden Guadalix, en biflod till Jarama. Viktigaste vattendraget är Albalá.
Valdemanco gränsar i norr till Garganta de los Montes, i nordväst till Canencia, i väster med Bustarviejo, i söder till Navalafuente och Cabanillas de la Sierra, i öster till La Cabrera och i nordöst till Lozoyuela-Navas-Sieteiglesias. Kommunen ligger mindre än 10 km från de östra gränserna för Parque nacional de la Sierra de Guadarrama.
Kommunen ligger i den östligaste delen av bergskedjan Guadarrama. Området är mycket kuperat, från mindre än 900 m höjd i den nedre delen av Albalá till 1830 m i Peña Negra (det så kallade cuerda del Mondalindo).
Den här artikeln är helt eller delvis baserad på material från spanskspråkiga Wikipedia, Valdemanco, 15 april 2025.